# Aquilin Scheublein
Aquilin Scheublein (* 28. Januar 1888 in Merkershausen im Landkreis Rhön-Grabfeld; † 2. März 1960) war ein deutscher Verwaltungsjurist und Landrat.

## Leben
Nach dem Abitur am humanistischen Gymnasium Münnerstadt studierte Aquilin Scheublein in den Jahren von 1908 bis 1912  Rechtswissenschaften an der Julius-Maximilians-Universität Würzburg, wo er Mitglied der katholischen Studentenverbindung Walhalla Würzburg war. Nach der ersten juristischen Staatsprüfung folgte der dreijährige Vorbereitungsdienst (Referendariat), der durch den Kriegsdienst unterbrochen wurde. Nach dem  Großen juristischen Staatsexamen erhielt er eine Anstellung als Akzessist bei der Regierung von Mittelfranken und kam später als Assessor zum Bezirksamt Burglengenfeld. Zum 1. November 1923 wurde er als Bezirksamtmann mit der Leitung der Verwaltung in Bamberg betraut. Nach fast siebenjähriger Tätigkeit wechselte er in das Verkehrsreferat bei der Polizeidirektion München. Dort wurde er zum 1. Februar 1931 Regierungsrat und 1933 auf Anordnung Heinrich Himmlers beurlaubt. Zum 1. Juni 1933 kam er zum Bezirksamt Bayreuth und wechselte am 1. Juni 1936 als Bezirksoberamtmann (ab 1939 Landrat) zum Bezirksamt Neumarkt/Oberpfalz (ab 1939 Landkreis Neumarkt in der Oberpfalz). Dieses Amt hatte er bis zu seinem Weggang zum Staatsministerium für Wirtschaft im September 1940, wo er 1941 zum Oberregierungsrat und 1943 zum  Regierungsdirektor ernannt wurde, inne. Bei der Stellenbesetzung in den bayerischen Ministerien mussten die nationalsozialistischen Machthaber wegen der Kriegslage verstärkt auf bereits ausgeschaltete und politisch als problematisch betrachtete Bewerber zurückgreifen. Auf Scheublein traf dies nicht zu, denn er hatte seine Karriere bereits vor den Nazis begonnen.
Zum 6. September 1945 seines Amtes enthoben, folgte eine Internierung vom 20. Oktober 1945 bis zum 25. April 1946. Im Entnazifizierungsverfahren fiel er nach der Entscheidung der Spruchkammer München X vom 25. November 1947 unter die Weihnachtsamnestie-Verordnung. So konnte er zum 1. August 1948 seinen Dienst als Angestellter bei der Regierung von Oberbayern aufnehmen. Dort wurde er – unterbrochen durch seine Tätigkeit als Leiter des Wirtschaftsamtes bei der Regierung der Oberpfalz – am 1. Oktober 1951 Leiter der Wirtschaftsabteilung. Zum 1. Februar 1953 wurde er in den Ruhestand verabschiedet.
Scheublein war zum 1. Mai 1935 in die NSDAP (Mitgliedsnummer 3.668.545) eingetreten und seit 1933 Mitglied der SA, wo er zuletzt den Rang eines Scharführers einnahm.